# Skål
|  | For handlingen "at skåle" se Skål |
En skål er en beholder. En skål har mange specialiseringer fx: Bækken, bolle, bowle, terrin, vaskefad og kumme.
En skål bruges til servering af mad og drikke som suppe, grød, punch og salat.
En terrin er en lerskål, fajanceskål eller porcelænskål. Varmefaste terriner kan anvendes til at bage mad i.
En bowle (fra engelsk) er en skål beregnet til drikken punch.
Et vaskefad er en skål som tidligere var meget anvendt til vask af ansigt og hænder.
Et bækken er en rund eller aflang skål, som typisk anvendes af sengeliggende patienter til opsamling af urin og afføring.
En kumme er en fastsiddende skål - fx toiletkumme, vaskekumme eller kummevask.